# Заразно зло: Апокалипсис
„Заразно зло: Апокалипсис“ (на английски: Resident Evil: Apocalypse) е екшън/ужас филм от 2004 г.
Той е вторият филм от поредицата „Заразно зло“ и продължение на филма „Заразно зло“ от 2002 г. Премиерата на филма е на 10 септември 2004 в САЩ, а в Япония ден по-късно на 11 септември.
Сценарият на филма е написан от Пол У. С. Андерсън, а режисьорът е Александър Уит. Андерсън, който е режисирал първата част, не може да режисира и тази, тъй като е зает с работа по „Пришълецът срещу Хищникът“, но все пак участва в началните и крайни фази от създаването на филма.
Третият филм от поредицата, озаглавен „Заразно зло: Изтребване“, излиза на 21 септември 2007 г.
„Заразно зло: Апокалипсис“ взема елементи от игрите: Заразно зло 3: Немезис и Заразно зло: Код Вероника.
Подзаглавие: Моето име е Алис и си спомням всичко.

## Сюжет
След като едва се спасява от ужасите на подземния Кошер, на повърхността Алис (Мила Йовович) отново попада във войната между живите и немъртвите. При поставянето на града под карантина, Алис се включва в отряд елитни войници, които са водени от Джил Валънтайн(Сиена Гилори) и Карлос Оливера (Одед Фер). Групата се изправя срещу пълчища зомбита, потайни същества, кучета-мутанти и един много, много зловещ враг.

## Филми от поредицата за „Заразно зло“
Поредицата „Заразно зло“ включва 7 филма:
- „Заразно зло“ (2002)
- „Заразно зло: Апокалипсис“ (2004)
- „Заразно зло: Изтребване“ (2007)
- „Заразно зло: Живот след смъртта“ (2010)
- „Заразно зло: Възмездие“ (2012)
- „Заразно зло: Финалът“ (2016)
- „Заразно зло: Началото“ (2021)